# Ubykhisk
Ubykhisk er et kaukasisk sprog, der sidst i 1800-tallet taltes af ca. 50.000 øst for Sortehavet og derefter i Tyrkiet indtil slutningen af 1900-tallet. Ubykhisk er af særlig sprogvidenskabelig interesse pga. sit komplekse lydsystem, der har ca. 80 distinktive konsonanter.